# PMODE
PMODE is een DOS extender voor applicaties geschreven voor het besturingssysteem DOS op IBM PC en compatibelen. PMODE werd voornamelijk gebruikt tussen 1994 en 2000 om applicaties in protected mode te draaien, daar waar DOS dit technisch gezien enkel in real mode kan. Het programma werd ontwikkeld door Thomas Pytel.

## Kenmerken
Zoals de meeste andere DOS extenders wordt PMODE gebruikt om 32-bit DOS-applicaties te draaien in protected mode. Normaal gezien draaien programma's in DOS enkel in real mode waar een limiet is van 640kB conventioneel geheugen. PMODE vereist dat de gebruiker minstens een Intel 80386-processor gebruikt.
Een groot verschil tussen PMODE en andere populaire DOS extenders is dat PMODE de executable tijdens het linken slechts een goede 10 kilobyte groter maakt. Dit was een van de redenen waarom PMODE destijds populair was, omdat diskruimte in de jaren 1990 zeer beperkt was.